# تغريد درغوث
تغريد درغوث (من مواليد عام 1979م) هي فنانة لبنانية.
وُلدت تغريد في صيدا، ودرست الرسم والنحت في المعهد اللبناني للفنون الجميلة في بيروت. وتابعت تغريد دراستها في أكاديمية إيلول الصيفية في دارات الفنون في عمان مع مروان كساب باخي، وفي المدرسة الوطنية العليا لفنون الديكور في باريس.
تتعامل أعمال تغريد مع مواضيع غير مألوفة مثل هوس الشباب اللبنانيين بالجراحات التجميلية، والتغيرات في المجتمع اللبناني الناجمة عن تدفق الخادمات المنزليات الأجنبيات.
ناقشت تغريد في معرضها الهاربون قضية العمّال الأجانب ومعاناتهم وعلاقتهم بالمجتمع حيث يعملون، وناقشت في معرضها على الهامش عام 2007 دُمى مرسومة ترمز بها إلى الإنسان في الهشاشة والضعف والعجز على التفلّت من القيود الخارجيّة التي تسيّره. وانتقدت في معرضها مرآتي مرآتي الجراحات التجميلية وهوس الشباب وتدافعهم عليها، وفيه رمز إلى حياة الإنسان المعاصر المحتجز في صورته عن نفسه وفي نظرة الآخرين إليه.
ظهرت أعمالها في معارض فردية وجماعية في بيروت ودبي وقطر وعمان واسطنبول وبوينس آيرس والولايات المتحدة وفرنسا. حصلت تغريد على الجائزة الأولى لجامعة مدينة باريس الدولية في مسابقة سي إم 3 في عام 2003.